# فنجاني موسع
فنجاني موسع (الاسم العلمي: Peziza ampliata) هو نوع من الفطريات يتبع جنس الفنجاني من فصيلة الفنجانية.